# Тер-Аветикян, Анна Тиграновна
Анна Тиграновна Тер-Аветикян (арм. Աննա Տիգրանի Տեր-Ավետիքյան; 10 [23] октября 1908, Эривань, Эриванская губерния, Российская империя — Ереван, Армения) — первая армянская женщина-архитектор. Заслуженный архитектор Армянской ССР (1968).